# Деревний даман південноафриканський
Деревний даман південноафриканський (Dendrohyrax arboreus) — вид ссавців родини даманових.

## Поширення
Мешкає в південно-східній Африці в лісових і добре вкритих деревами місцевостях. Також зустрічаються в сухих акацієвих лісах і в скелястих альпійських і субальпійських середовищах проживання.

## Загрози та охорона
Основні загрози включають знеліснення і знищення пастками заради м'яса та шкур. Зустрічається в багатьох природоохоронних територіях, включаючи, звичайно, Національний парк Серенгеті.